# G&Lミュージカル・プロダクツ
G&Lは、ジョージ・フラートンとレオ・フェンダーが1972年に設立したギターメーカー。二人の頭文字をとってG&Lと命名。

## 歴史
フェンダー・ギターの創設者で、1950年代にフェンダー社において「テレキャスター」「ストラトキャスター」「ジャズ・ベース」など、今日のエレキギターのスタンダード・モデルとなっている数々のエレキギター＆ベースを開発したレオ・フェンダーが、その設立当初にレオと共に開発を手掛けていた相棒のジョージ・フラートンと共に設立したプロダクツ。
- 1972年 - G&L社設立。同年、ミュージックマン社のギターとベースをデザインし一躍話題になる。
- 1980年 - G&Lミュージックセールス社を設立し、G&Lブランドのギター販売が開始される
- 1991年 - 創業者の一人であり、“エレキの父”とも呼ばれるレオ・フェンダーが死去。 彼の死後、妻フィリスが、ジョン・C・マクラレン率いるBBE Sound社をパートナーとしてG&L社の指揮をとった。現在でもジョン・C・マクラレンはG&L社のマネージメントを手がけている。ジョージ・フラートンはG&L社のコンサルタントとして活動。
- 2009年 - 創業者の一人であり、フェンダー社の創設期から数多くのギターを設計してきたジョージ・フラートンが死去。

## 主な製品
- S-500
- ASATシリーズ
- L-2000